# Parc national de la forêt de Bavière
Le parc national de la forêt de Bavière (en allemand Nationalpark Bayerischer Wald) est situé au sud-est de l'Allemagne, le long de la République tchèque. 
Fondé en octobre 1970, c'est le plus ancien parc national allemand. Depuis son agrandissement en août 1997, il couvre une surface de 24 250 hectares. En octobre 2020, pour célébrer les 50 ans du parc, le gouvernement bavarois a décidé de l’agrandir de 600 hectares près de la commune de Mauth pour atteindre 24 945 hectares (249,9 km²),. Il constitue, avec le parc national de Šumava en République tchèque, l'une des plus grandes réserves naturelles boisées d'Europe centrale. Il accueille plus de 700 000 visiteurs par an.
Il est divisé en trois parties : un enclos à gibier de 200 hectares ouvert au public avec des loups, des lynx, des bisons et des ours, une zone de sentiers balisés et une réserve de 4 000 hectares de forêts interdite au public.

## Géographie
La forêt de Bavière ressemble par de nombreux aspects à la forêt originelle européenne. Elle est une fraction de la vaste forêt de Bohême qui, dans sa totalité, couvre plus de 200 000 hectares. 98 % du parc est boisé. Parmi les différents milieux, outre la forêt vierge, on trouve aussi les bois de grands sapins rouges, la forêt mixte de feuillus et de pins, et les tourbières. Environ 6 000 hectares sont laissés en friche, ou plutôt abandonnés à la nature, et ils transforment le Wald en une véritable forêt vierge où celle-ci reprend ses droits. Il n'est pas rare d'y croiser de grands arbres tombés, aux troncs envahis par les mousses, les lichens et les champignons, et dans lesquels les animaux les plus divers ont élu domicile, recréant un écosystème en miniature et contribuant à la santé de toute la forêt. On y dénombre près de 1 300 espèces de champignons et 490 sortes de mousses, soit 42 % de celles recensées en Allemagne.
Les tourbières sont également remarquables, par la pluviosité de la région, et affichent une croissance exceptionnelle. Les mousses et les sphaignes se sont accumulées strate après strate, et peuvent en certains endroits atteindre une épaisseur de 5 mètres.
Parmi les sommets les plus hauts et les plus célèbres du parc national figurent le Grand Rachel (1 453 m), le Lusen (1 373 m) et le Grand Falkenstein (1 315 m).

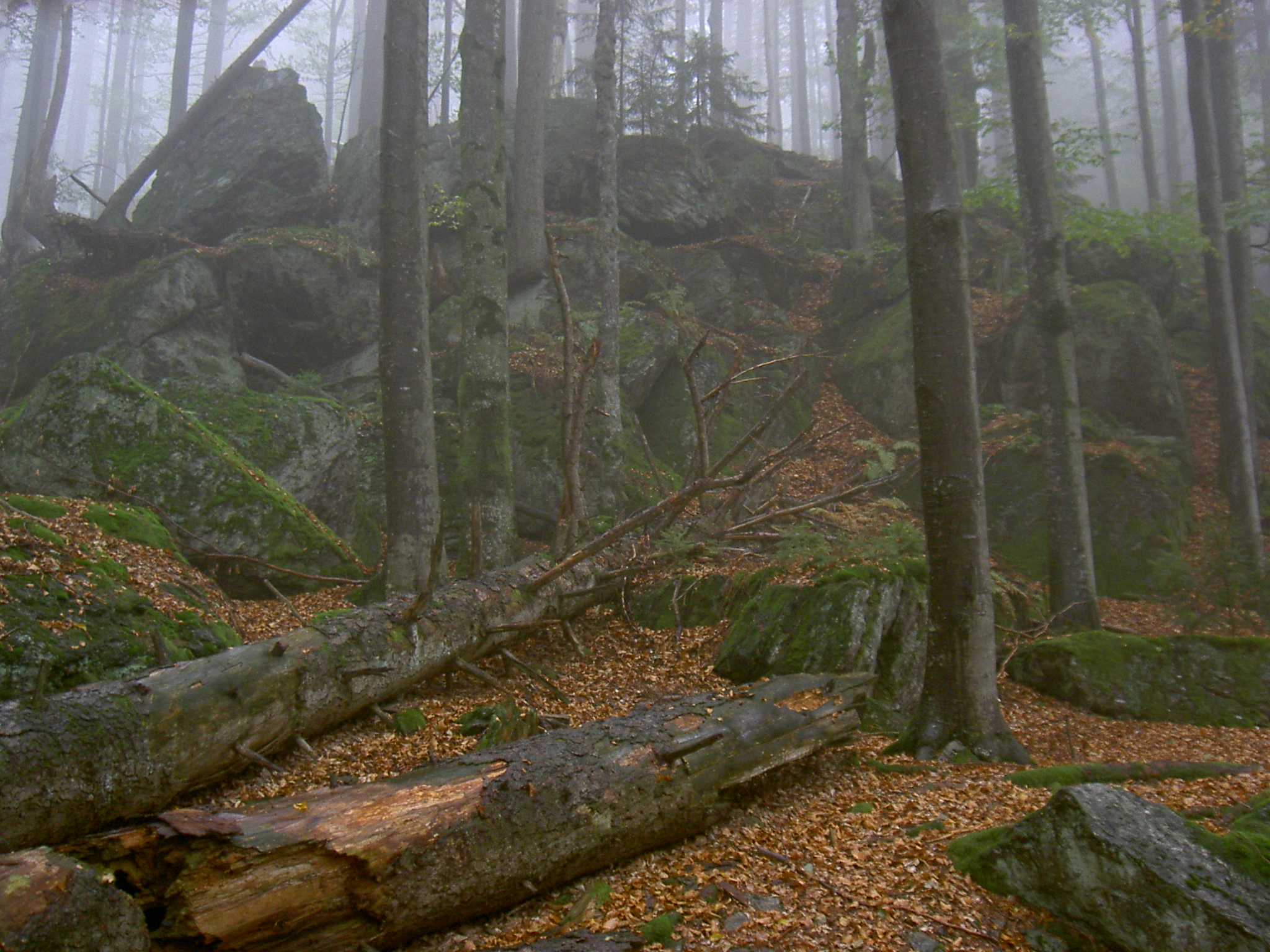
Forêt primaire.
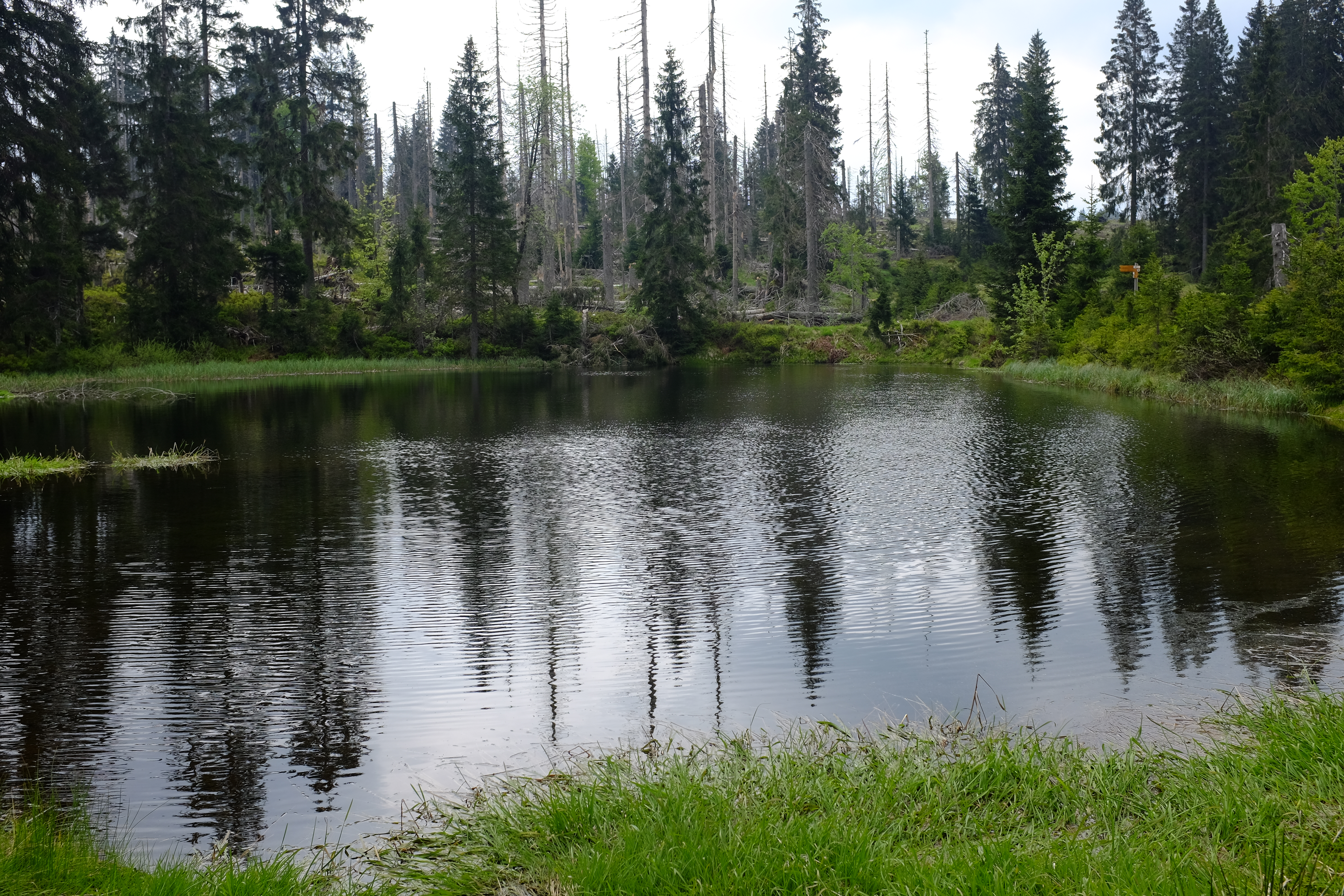
Lac.
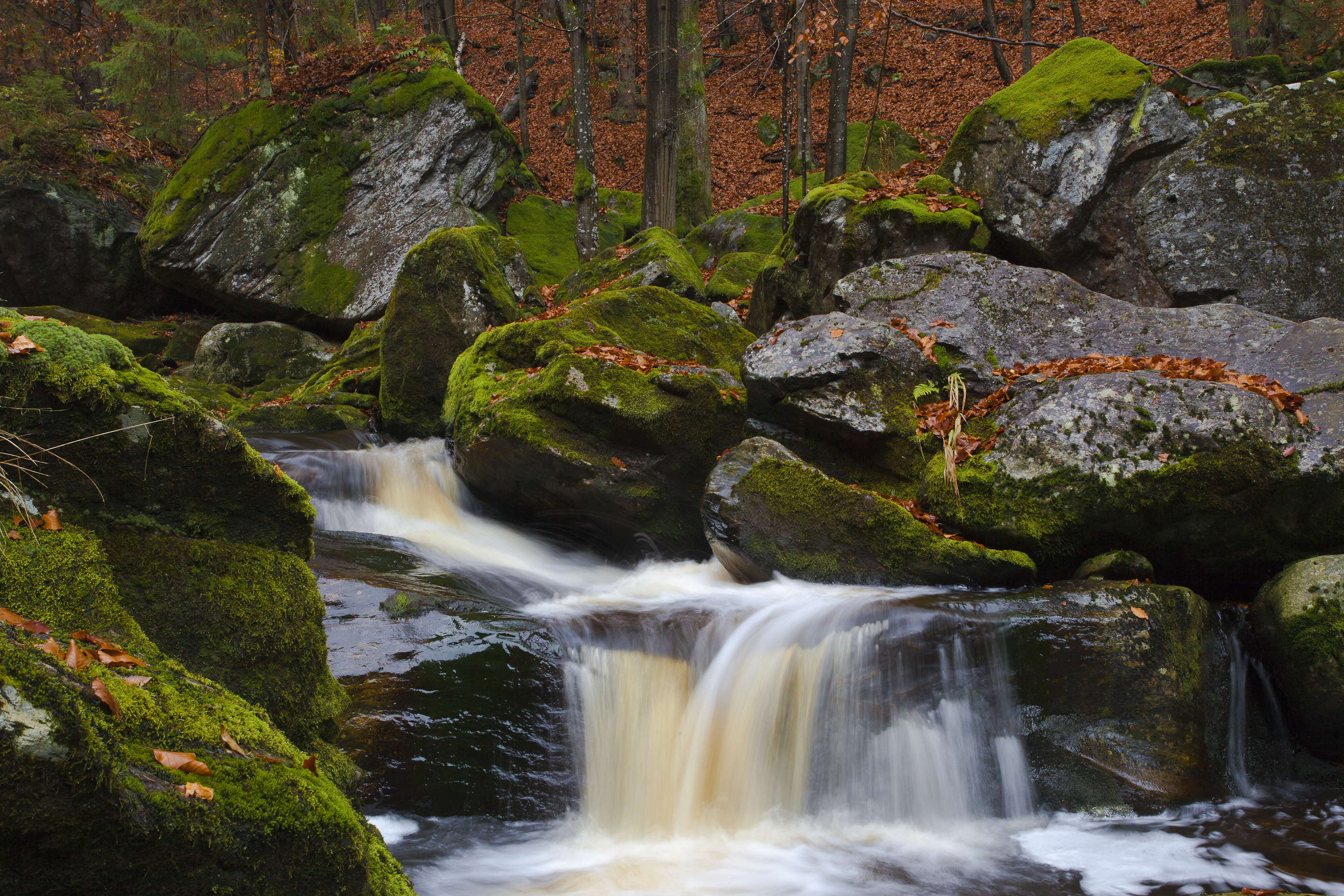
Cascade.
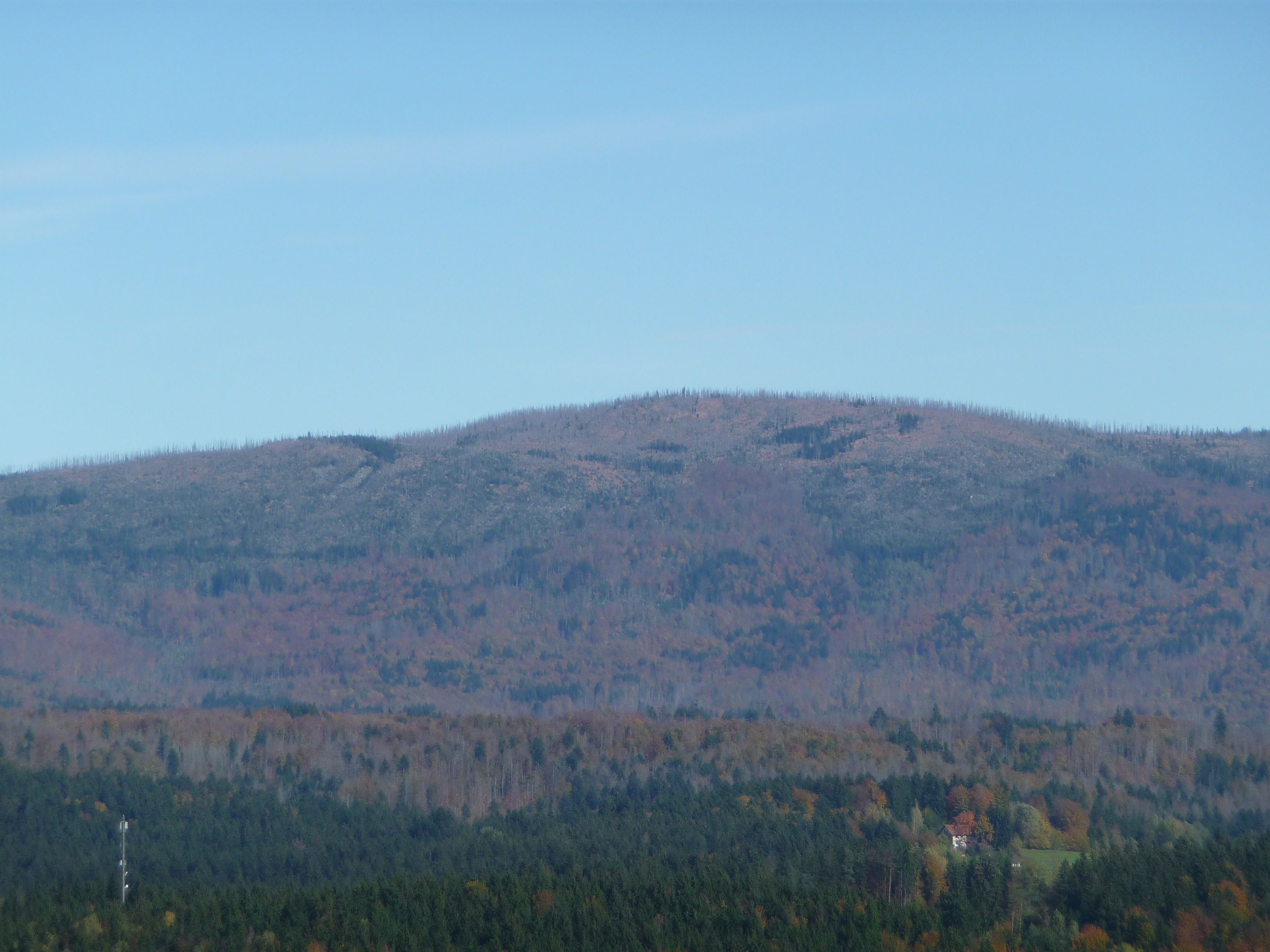
Le Plattenhausenriegel.
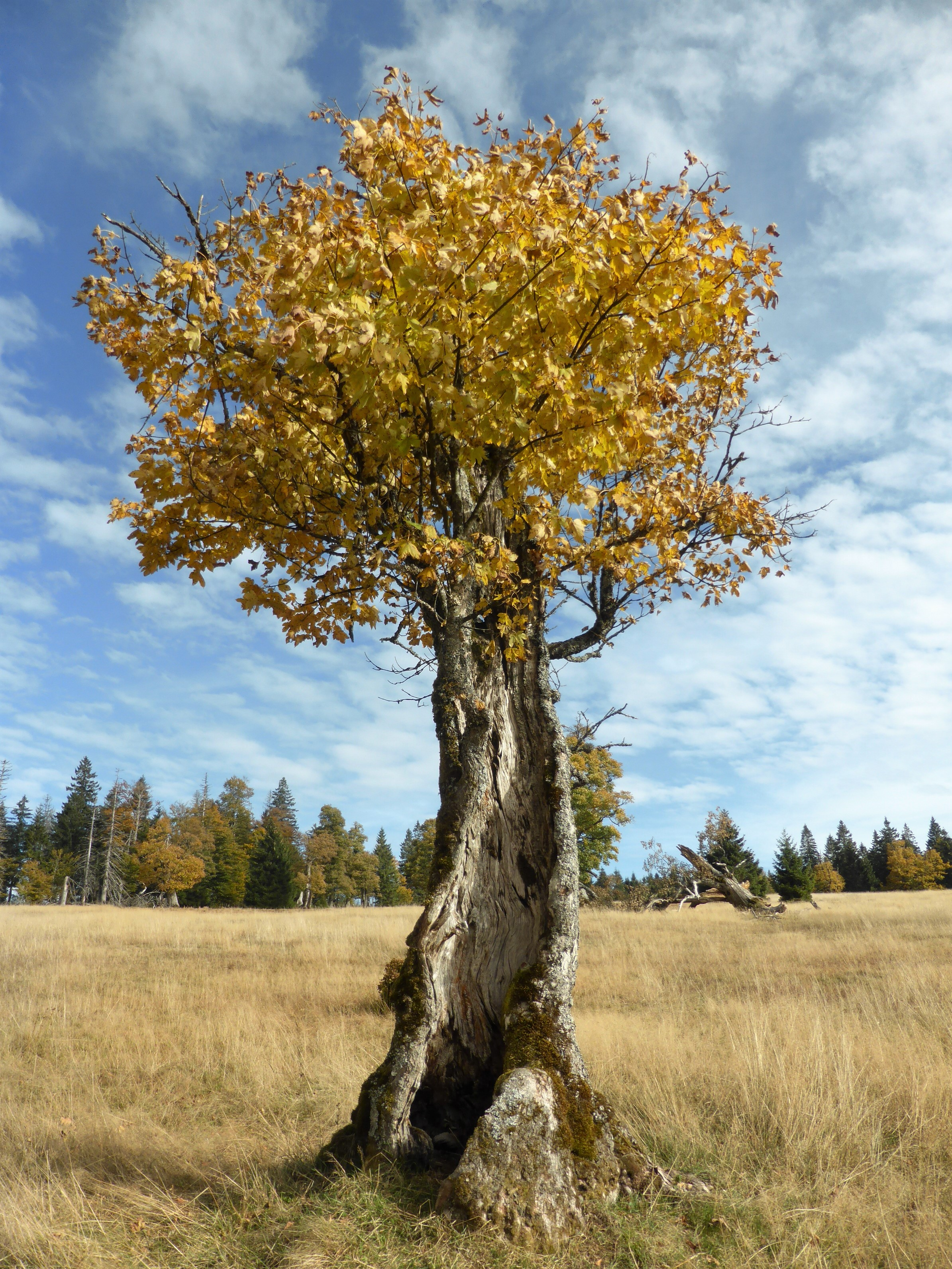
Vieil arbre.

## Faune
La faune est aussi riche et variée que la flore : actuellement, plus de 13 700 espèces ont été recensées dans la zone de l’aire protégée, ce qui correspond à près de 20 % des espèces recensées en Allemagne. 
Parmi les prédateurs, le loup et le lynx, disparus depuis longtemps, ont été réintroduits dans les années 1990, mais restent encore peu nombreux. En 2016, un couple de loups a immigré dans la forêt bavaroise et a donné naissance à des petits en 2017. Depuis l’hiver 2020/21, deux meutes de loups ont été recensées dans la région transfrontalière de la forêt de Bohême. L'ours brun n'est pas présent à l'état sauvage. Dans le parc, ces grands carnivores sont installés dans de vastes enclos qui permettent de les observer sans danger. De nombreuses autres espèces sont présentes, dont le cerf élaphe, le chevreuil, le sanglier, le chat sauvage, le castor ou encore la loutre. On peut même trouver des orignaux provenant de la réserve de Lipno en République tchèque.
Les oiseaux les plus notables sont le hibou grand-duc, la chouette de l'Oural, le grand tétras, la chouette de Tengmalm, le tétras-lyre, la bondrée apivore, la cigogne noire, la chevêchette d'Europe, le pic tridactyle ou encore la gélinotte des bois.

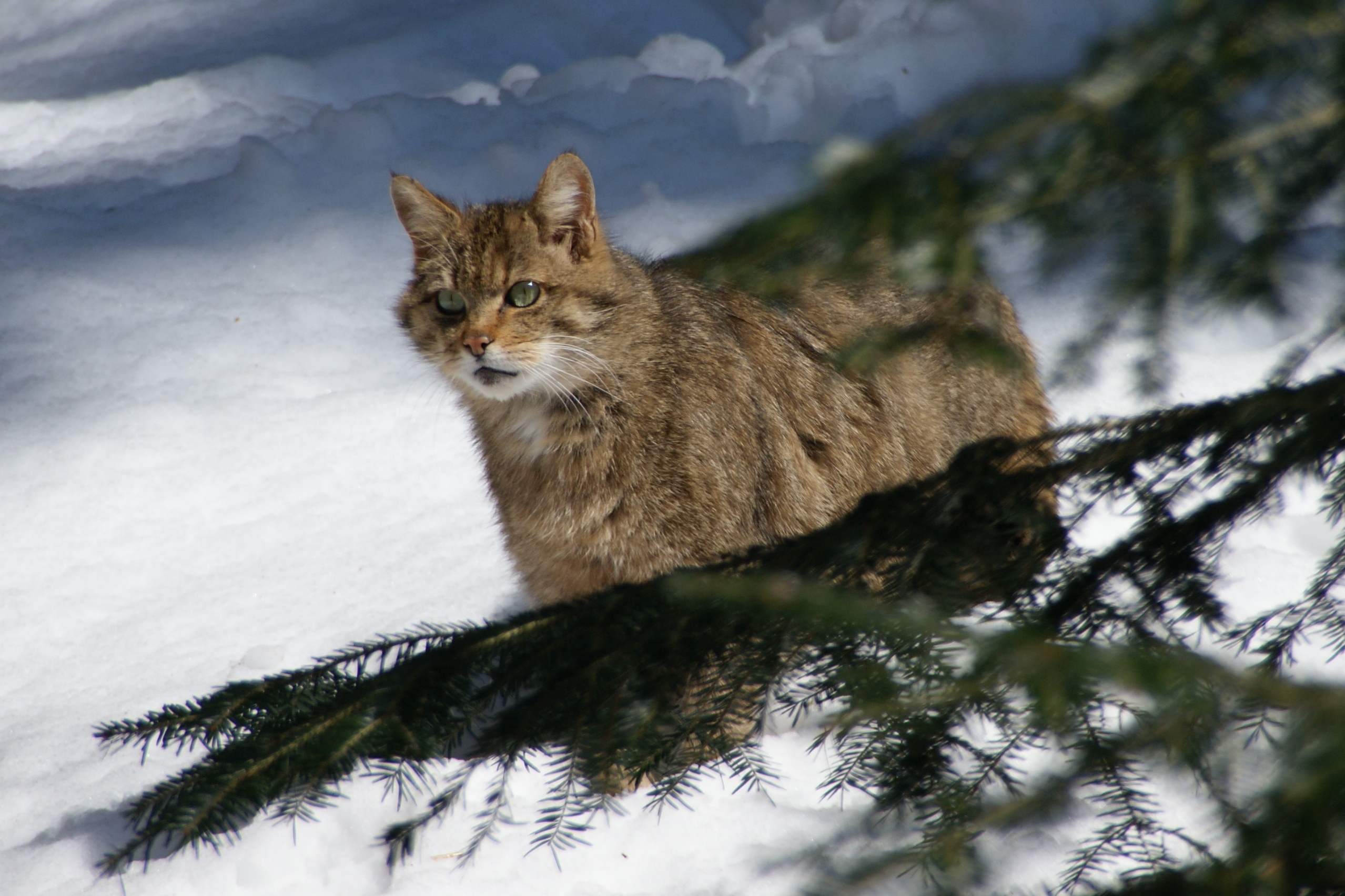
Chat sauvage.
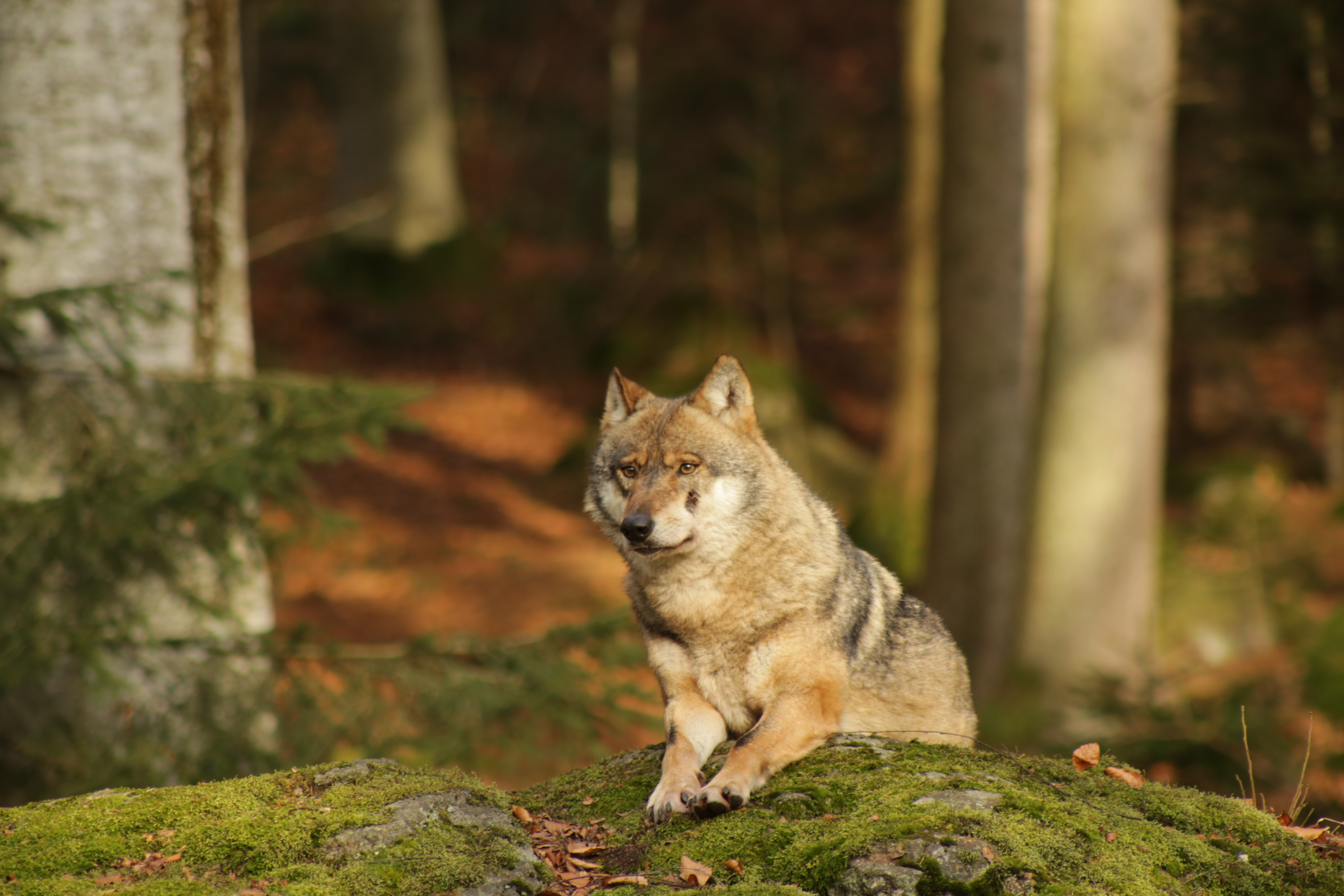
Loup.
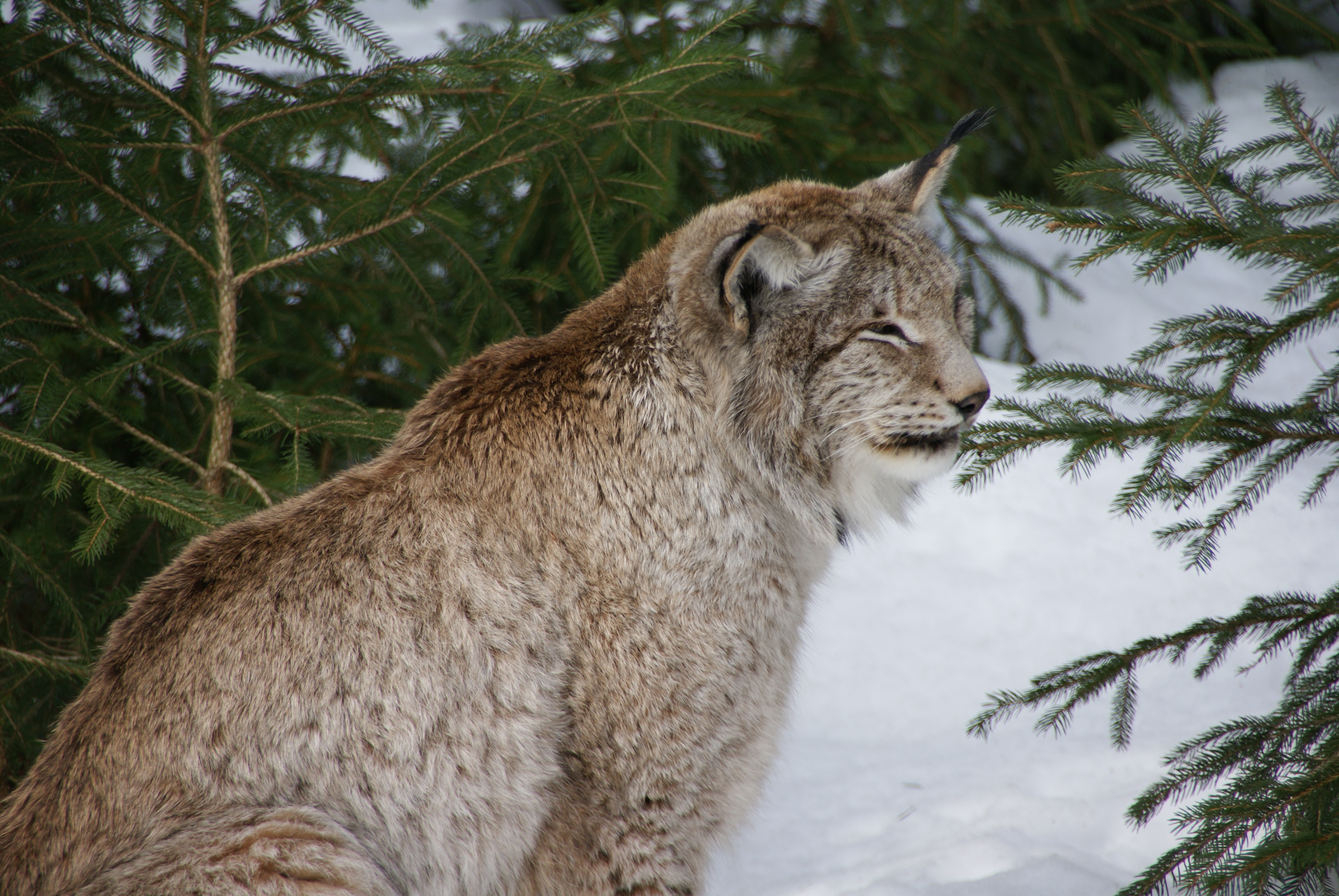
Lynx.
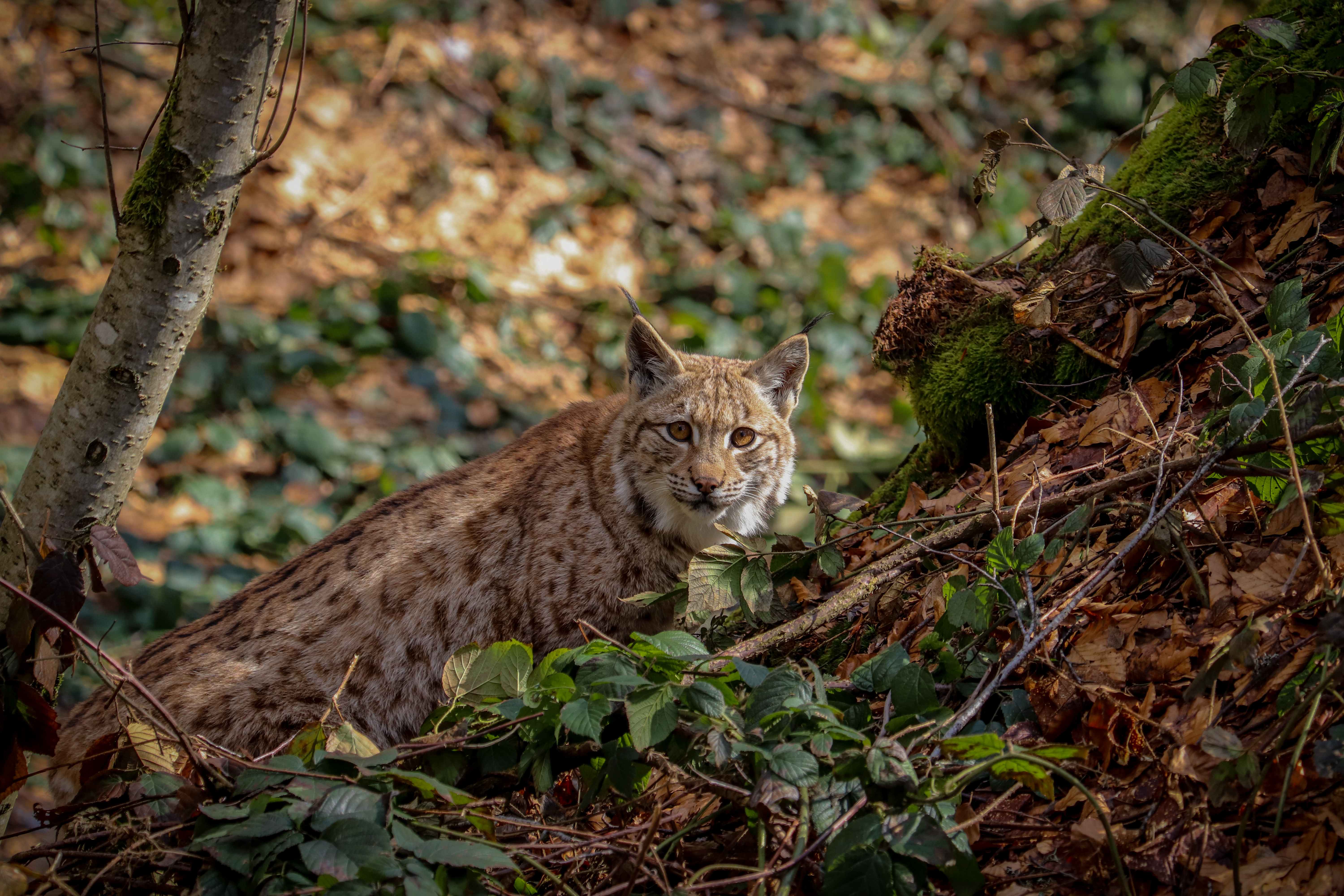
Lynx boréal.